# Marvin de la Cruz
Marvin de la Cruz Gutiérrez es un futbolista mexicano retirado. Jugaba de Lateral derecho y debutó en la Primera División de México con el Club Necaxa en el torneo apertura 2008. En julio de 2015 se retiró.

## Trayectoria

### Clubes
| Club                | País                | Año             | Partidos | Goles | Media |
| ------------------- | ------------------- | --------------- | -------- | ----- | ----- |
| Puebla F.C          | México              | 2005 - 2006     | 4        | 0     | 0     |
| Club Necaxa         | México              | 2007 - 2009     | 57       | 2     | 0.04  |
| San Luis F.C        | México              | 2009 - 2010     | 13       | 0     | 0     |
| Monarcas Morelia    | México              | 2010 - 2011     | 5        | 0     | 0     |
| Club Necaxa         | México              | 2011 - 2015     | 77       | 0     | 0     |
| Total en su carrera | Total en su carrera | 2005 - Presente | 156      | 2     | 0.01  |

## Palmarés

### Campeonatos nacionales
| Título                    | Club   | País   | Año  |
| ------------------------- | ------ | ------ | ---- |
| Liga de Ascenso de México | Necaxa | México | 2014 |

- Subcampeón con Necaxa del Torneo Clausura 2013 Liga de Ascenso.